# Gerda Schlayer-von Puttkamer
Gerda Elisabeth Rosine Margarethe Schlayer-von Puttkamer, geb. von Puttkamer (* 20. Februar 1901 in Kiel; † 22. November 1953 in Freiburg im Breisgau) war eine deutsche Medizinerin und Politikerin (SPD). Sie war Mitglied im Badischen Landtag von 1947 bis 1952.

## Leben
Gerda Schlayer-von Puttkamer wurde als Tochter des Kieler Polizeipräsidenten Bernhard von Puttkamer (1858–1941) geboren. Sie war die Enkelin des preußischen Politikers Robert Viktor von Puttkamer (1828–1900).
Nach dem Abitur 1920 studierte Schlayer-von Puttkamer Geschichte und Philosophie an den Universitäten in Berlin und Heidelberg. Sie promovierte 1927 an der Heidelberger Universität zum Dr. phil. und heiratete im gleichen Jahr den Physiker Karl Schlayer (1900–1987), von dem sie sich 1943 wieder scheiden ließ. 1932 nahm sie ein Zweitstudium der Medizin an der Albert-Ludwigs-Universität Freiburg auf, das sie 1938 mit dem Medizinischen Staatsexamen (Approbation) abschloss. In der Folgezeit wirkte sie als Praktische Ärztin, bis sie 1946 eine eigene auf Kinderheilkunde spezialisierte Praxis in Freiburg eröffnete.

## Politische Tätigkeit
Schlayer-von Puttkamer trat 1946 in die SPD ein und wurde Stadträtin in Freiburg. Von 1946 bis 1947 war sie Mitglied der Beratenden Landesversammlung des Landes Baden und von 1947 bis 1952 Abgeordnete des Badischen Landtages. Sie gehörte dem Haushaltsausschuss, dem Gesuch- und Beschwerdeausschuss und dem Sozialausschuss an.

## Werke
- Papst Innocenz IV. Versuch einer Gesamtcharakteristik aus seiner Wirkung, Münster i. W.: Helios 1930 (Universitas-Archiv; 30).